# Sumeriske kongeliste
Den Sumeriske Kongeliste er en oldtidstekst skrevet på sumerisk. Den opremser Sumers konger fra både sumeriske og udenlandske dynastier. Den angiver lokaliteten for de "officielle" kongedømmer sammen med navnene på de enkelte herskere og længden af deres regeringstid. Sumererne antog, at kongedømmer (dvs. retten til at regere) kom fra guderne og kunne gå fra en by til en anden, afhængig af den gældende opfattelse af magtstrukturen. Gennem tekstens bronzealder-eksistens udviklede den sig til et politisk værktøj. Dens endelige og eneste dokumenterede version fra den mellemste bronzealder havde til formål at legitimere Isins krav på magten, da Isin kæmpede om den med Larsa og andre nabobyer i det sydlige Mesopotamien.